# Magyar Cserkészszövetség
A Magyar Cserkészszövetség (rövidítve: MCSSZ) a cserkészmozgalom legjelentősebb magyarországi szervezete. 1912-ben alapították, és az 1948-as betiltás után 1989-ben alakult újjá. Az MCSSZ a Cserkészmozgalom Világszervezetének (WOSM) kizárólagos magyarországi tagszervezete. 2022-ben csapataiban több mint 14 000 aktív cserkész tevékenykedik.

## Történelem

### A kezdetek

A Cserkészszövetség korábbi logója

A Robert Baden-Powell által 1907-ben megalapított cserkészmozgalom 1910-ben jelent meg Magyarországon. Az egyre sokasodó csapatok vezetői szükségesnek érezték, hogy közösen dolgozzanak, ezért 1912. december 28-án csaknem négyezer fiatalt összefogva – Sík Sándor elnökletével – megalakult a Magyar Cserkészszövetség. A Szövetség hivatalos alakuló közgyűlését 1913. április 12-én tartották a Budapesti Református Ifjúsági Egyesület tanácstermében, amelyen ideiglenes tisztikart választottak: az elnök dr. Allgram Gyula, a főtitkár Papp Gyula lett. A szövetség a munkáját az alapszabályok beterjesztésétől számított negyven nap után kezdhette meg. Az ujonnan alakított cserkészcsapatok ezt követően léphettek be a szövetségbe. 1914-ben a cserkészet 3000 tagot számlált országszerte.
A Tanácsköztársaság betiltotta a cserkészetet, de bukása után, 1919 szeptemberében újjáalakult a szövetség. Az elnöke 1919–1921 között Ravasz Árpád volt.

### Az I. világháború után

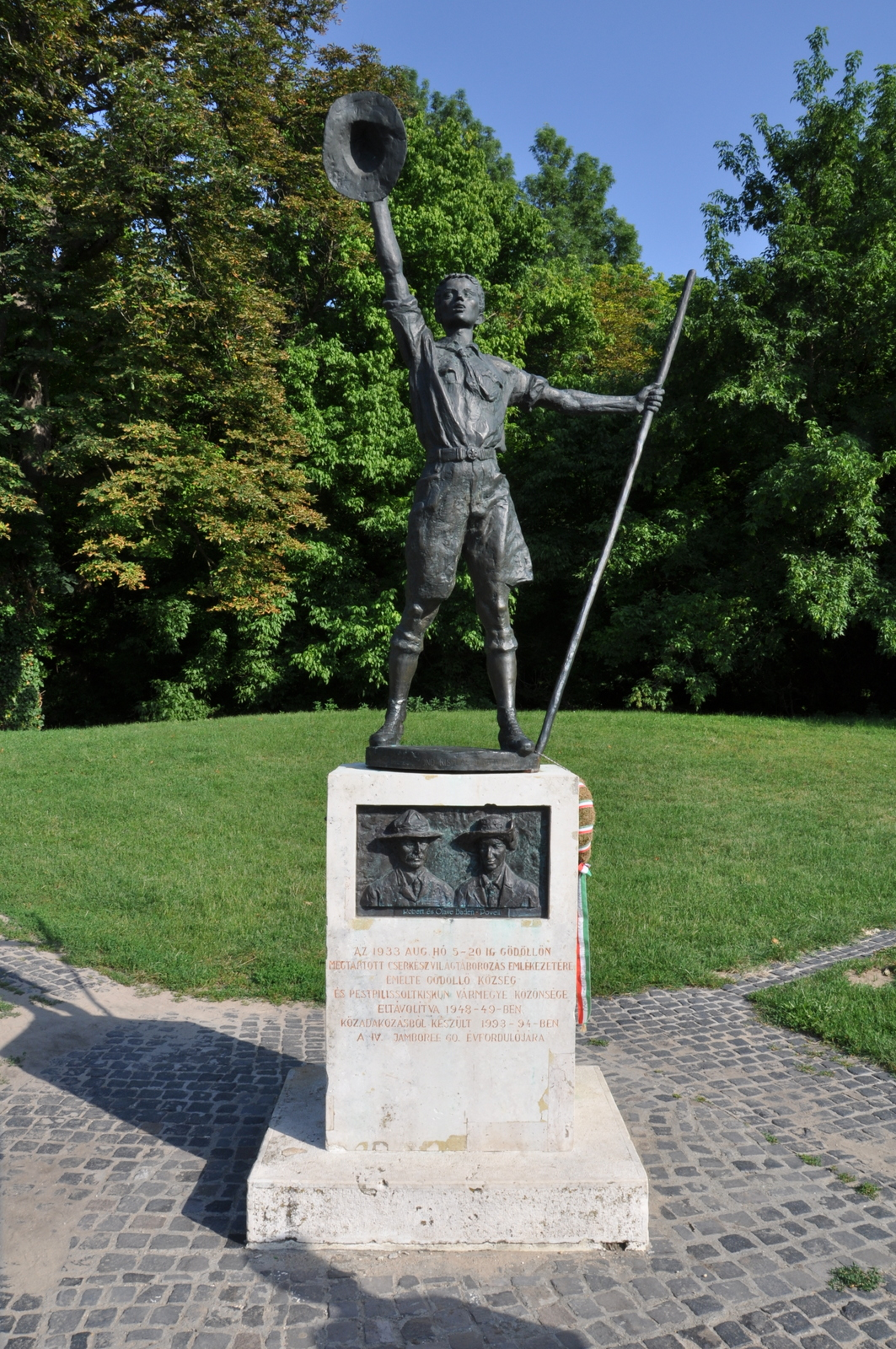
A gödöllői Világdzsembori emlékére állított szobor

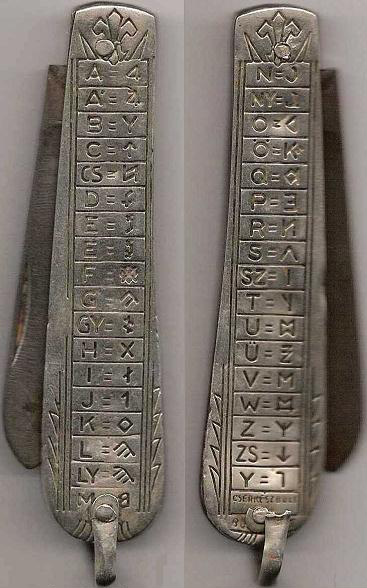
Rovás ábécés cserkészkés, a cserkészöltözet része, 1927

Az 1920-as és 1930-as években a cserkészet jelentős ifjúsági mozgalommá fejlődött. 1922-ben Teleki Pál korábbi miniszterelnök lett a főcserkész. A Szövetség létszáma 1926-ban 8000 fő volt. Magyarország alapító tagja volt az Cserkészmozgalom Világszervezete (International Scout Bureau-nak ma WOSM), valamint a Cserkészlány Világszövetségnek (WAGGGS), amelyet 1928-ban Parádon alapítottak meg.
A magyar cserkészek először az 1924-es koppenhágai dzsemborin vettek részt, ahol a versenyeken a harmadik helyet szerezték meg a britek és az amerikaiak mögött. 1926-ban nemzeti nagytábort szerveztek 10 000 résztvevővel, Újpest-Megyeren. 1927-ben létrehozták a szövetség cserkészparkját a Hárshegyen, amely többek között a vezetőképzést szolgálta. Emellett a szövetség tulajdonában volt az országos központ épülete,[hol?] egy dunai vízicserkész telep, valamint egy országos cserkészbolt hálózat.
A 4. Cserkész Világdzsemborit Gödöllőn rendezték 1933-ban, 51 nemzet 26 000 cserkészének részvételével. A tábor parancsnoka Teleki Pál volt. Ugyanitt került sor 1939-ben a lánycserkészek első világtalálkozójára, a Pax Tingre is. 1938-ban a mozgalom 50 000 tagot számlált Magyarországon.
A második világháború a cserkészetet sem hagyta érintetlenül. Teleki haláláig (1941. április 3.) a cserkészet viszonylag zavartalanul működhetett, jóllehet az országgyűlésben és a sajtóban is érték támadások nemzetközi jellege és zsidó tagjai miatt. A főcserkész 1940. november 22-én országgyűlési beszédben állt ki a cserkészek mellett. Az Oktatásügyi Minisztérium – a cserkészet felügyeleti szerve – azonban először megtiltotta újabb zsidó cserkészcsapatok alapítását, majd elrendelte a meglévők feloszlatását.
Teleki halála után Horthy kisbarnaki Farkas Ferencet nevezte ki Magyarország főcserkészévé. Vezetése alatt a cserkészet katonai irányba tolódott el, amivel az volt a célja, hogy kihúzza a talajt a rivális Leventemozgalom alól. A Magyar Cserkészszövetség ebben az időben képes volt megőrizni külföldi kapcsolatait, például Gusztáv Adolf svéd herceggel, a Nemzetközi Bizottság tiszteletbeli elnökével, illetve az emigráns Lengyel Cserkészszövetséggel. Ezek a kapcsolatok azonban a náci megszállás után megszakadtak. A nyilasok a cserkészetet be akarták olvasztani az általuk létrehozott Magyar Őrszem Mozgalomba, de ezt a tervüket nem tudták végrehajtani.

### A II. világháború után
A második világháború után a Magyar Kommunista Párt igyekezett meggyengíteni a cserkészetet, és annak formáját kisajátítani saját céljai számára. 1948 nyarán a Szövetséges Ellenőrző Bizottság alelnöke, Vlagyimir Szviridov altábornagy levélben követelte Nagy Ferenc miniszterelnöktől a „fasisztabarát” ifjúsági egyesületek (köztük a Magyar Cserkészszövetség) betiltását. Ez július 20-án meg is történt, majd két nappal később megalakult az új (a kommunisták számára kedvezőbb) vezetésű Magyar Cserkészfiúk Szövetsége.
Az új szövetség vezetését a párt tartotta kézben, többek között (a párttagságát ekkor még titkoló) Surányi László, Olti Vilmos (később a Mindszenty- és a Rajk-per vérbírója), valamint Szabolcsi Miklós irodalomtörténész segítségével. Karácsony Sándort és Jánosi Sándor országos vezetőt 1948 tavaszán eltávolították, és június 27-én Surányi lett a Szövetség elnöke. Még a nyár folyamán, az Úttörővasút első szakaszának avatásán végül hivatalosan egyesítették a Magyar Cserkészfiúk Szövetségét az 1946-ban alakult Magyar Úttörők Szövetségével. A cserkészszövetség vagyonát is államosították.
A cserkészet ettől kezdve hivatalosan nem működött tovább Magyarországon, de a korábbi cserkészek közül többen továbbvitték a mozgalom szellemiségét, és illegalitásban gyerekprogramokat szerveztek többé-kevésbé a cserkészmódszer alapján. A magyar cserkészet a külföldi emigrációban, a Külföldi Magyar Cserkészszövetség keretei között is tovább élt.

### Az újjáalakulás
A rendszerváltást követően Magyarország és a szomszédos országokban egyaránt újjáalakult a cserkészet. A Magyar Cserkészszövetséget 1989. február 11-én, mint a legelsőként megalakuló társadalmi szervezetet vette nyilvántartásba a Fővárosi Bíróság.
A Budai-hegységben, a nagykovácsi Teleki–Tisza-kastély használati jogát 2013-ban kapta meg a szervezet. Az ingatlanon gyerek- és ifjúsági központot alakított ki, ahol gyerekek táboroztatását, szabadidős és felzárkóztató foglalkoztatását biztosítják, valamint képzéseket, nemzetközi konferenciákat tartanak.
Nagykovácsitól délre, a Petneházyrét és a Nagy-Kopasz-hegy között, a Kis-Ördög-árok forrásvidéken megbújó Juliannamajorban 1991-ben nyitott meg a 15 hektáros Sztrilich Pál Cserkészpark. (A Pilisi Parkerdőgazdaság tulajdonában maradt területet azóta szintén ingyen használhatja a cserkészszövetség. A park épületei, faházai és ponyvás jurtasátrai két ütemben, 1991–1998 között valósultak meg. A Sliszka Csaba építész által tervezett faszerkezetű csűrt 2004-ben adták át.) Egyéb táborok és programok mellett 2016-2025 között itt rendezték meg a a Kolorádó Fesztivált.

### Vezetők
Országos elnök
1912-1948 között
- 1912-(1914?) dr. Papp Gyula[18]
- 1918: Darvas_Ferenc_(gyógyszerész)[7]
- 1918-1919. Morvay Győző[19]
- 1919-1921. Ravasz Árpád[20]
- 1921-1922. Sík Sándor[20]
- 1922-1932. Witz Béla[20]
- 1932: Vidovszky Kálmán[21]
- 1932-1942? dr. Papp Antal[21]
- 1942: Éry Emil[22]
- 1942-(1944.?) kisbarnaki Farkas Ferenc (mint kinevezett főcserkész)
- 1945-1946 gróf Teleki Géza[23]
- 1946-1948. Karácsony Sándor[24]
- 1948: Erdélyi Ferenc[24]

1989-es újjáalakulás óta
- 1989: Urhelyi János[25]
- 1989–1994: id. Dr. Surján László
- 1994–1998: Dr. Katona Tamás
- 1998–2001: Gyulay Endre[26]
- 2001–2006: Dr. Roszmusz András[27]
- 2006–2015: Buday Barnabás[28]
- 2015–2019: Pótó Judit
- 2019–2022: Bedekovics Péter[29]
- 2022-től: Dr. Kovács Adorján[30]

## Szervezet
A Magyar Cserkészszövetség 9 cserkészkerületből épül fel. A kerületeket körzetekre tagolták, és a körzeteken belül működnek a cserkészcsapatok. A földrajzi tagolástól függetlenül építették ki az ún. szakágakat, például vízicserkész-szakág, repülőscserkész-szakág, melyekben a cserkészek speciális érdeklődési körüknek megfelelően vehetnek részt.
A nevelő munka a kisközösségekben folyik (őrsök), amelyek egy fiatal vezető irányításával működnek. Több azonos korú őrsöt (raj) irányít egy felnőtt vezető.
A vezetők különböző képzési szintek szerint kapják megbízatásukat. Így őrsvezetők az őrsvezetői vezetőképzést (ŐVVK) végzett jelöltek lehetnek, a csapatok irányítói már segédtisztek és cserkésztisztek – képesítésüket a STVK-ban és CSTVK-ban szerzik. Ezek a képzések gyakorlati, pedagógiai és lelki felkészítést adnak a vezetői tevékenységhez.
Az MCSSZ szervezete a következő egységekre osztható:
- országos szervek
- cserkészkerületi szervek
- körzetek
- tisztikarok (cserkészcsapatok)

### Országos szervek
Az országos szervek közé tartoznak:
- Határozó és végrehajtó szervek (Országos Küldöttgyűlés, Országos Tanács – OT, Országos Elnökség)
- Bizottságok: a közgyűlés (például Felügyelő Bizottság, Etika Bizottság), az OT és az elnökség (például Országos Külügyi Bizottság – OKB) bizottságai
- Lelki közösségek (Táborkereszt Katolikus Cserkészek Közössége, ICHTHÜSZ Protestáns Cserkészek Közössége, Tábortűz Adventista Cserkészközösség)

Az Országos Elnökség (a 2022. május 14-i országos küldöttgyűlésen választott) tagjai:
- Dr. Kovács Adorján (Dudus), országos elnök
- Csortán-Szilágyi György (Csoszi), országos ügyvezető elnök
- Takács Benő, országos vezetőtiszt
- Kelemen László, országos elnökségi tag
- Prof. Dr. Imre Sándor, országos elnökségi tag
- Kaszper Blanka, országos elnökségi tag

### Cserkészkerületi szervek
Az MCSSZ Magyarország területét cserkészkerületekre osztja. A szervezeti és működési szabályzat (SZMSZ) melléklete 9 cserkészkerület működik, ezek a következők:
- I. sz., Budai cserkészkerület
- II. sz., Észak-magyarországi cserkészkerület
- III. sz., Nyugat-magyarországi cserkészkerület
- IV. sz., Közép-dunántúli cserkészkerület
- V. sz., Dél-alföldi cserkészkerület
- VI. sz., Dél-dunántúli cserkészkerület
- VIII. sz., Nyugat-alföldi cserkészkerület
- IX. sz., Észak-alföldi cserkészkerület
- X. sz., Pesti cserkészkerület

### Körzetek
A körzetek alulról szerveződő egységek. Körzetet legalább három, földrajzilag egymáshoz közel eső csapat alakíthat. Nem minden cserkészcsapat tartozik körzethez.

### Cserkészcsapatok
A cserkészcsapatok a cserkészek helyi közösségei. A cserkészcsapatot a tisztikar irányítja, és a fenntartó testület tartja fenn.

### Szakágak
A földrajzi tagolástól függetlenül, központi irányítással építették ki az ún. szakágakat, melyekben a cserkészek különleges érdeklődési körüknek megfelelően vehetnek részt. A szakágak munkáját az országos vezetőtiszt koordinálja. Szakágak a Magyar Cserkészszövetségben:
- Regöscserkész Szakág
- Természetvédelmi Szakág
- Vízicserkész Szakág
- Vadonlakó Szakág
- Repülős Szakág
- Díszegység
- Lovas Szakág
- Íjász Szakág
- Ejtőernyős szakág
- Barlangász szakág
- Egészségügyi szakág
- Biciklis szakág

### Vezetőképzés
A vezetők különböző képzési szintek szerint kapják megbízatásukat. Így őrsvezetők az őrsvezetői vezetőképzést (ŐVVK) végzett jelöltek lehetnek, a csapatok irányítói már segédtisztek és cserkésztisztek – képesítésüket a STVK-ban és CSTVK-ban szerzik. Ezek a képzések gyakorlati, pedagógiai és lelki felkészítést adnak a vezetői tevékenységhez.

## Cserkész média
- Az MCSSZ hivatalos Facebook-oldala
- Az MCSSZ hivatalos Instagram-oldala
- Az MCSSZ hivatalos honlapja

## További magyar cserkészszövetségek
Magyarországon több cserkészszövetség működik. A környező országok és a nyugati emigráció magyarságának is megvannak saját szövetségeik. A különböző magyar cserkészszövetségek munkáját a Magyar Cserkészszövetségek Fóruma hangolja össze.

### További szövetségek Magyarországon
A Magyar Cserkészszövetségen kívül kisebb, nem WOSM-tag cserkészszövetségek is működnek Magyarországon.
A Magyar Cserkészlány Szövetség (MCSLSZ) 2015-ben 477 taggal bírt. Az MCSLSZ a Cserkészlány Világszövetség (WAGGGS) társult tagja.
A Magyarországi Európai Cserkészeknek 1 csapatuk működik, mely néhány tucat tagot számlál (2021).

### Magyar cserkészszövetségek határainkon túl
1948-ban, nyugat-európai menekülttáborokban kezdte meg működését a Külföldi Magyar Cserkészszövetség (KMCSSZ). Az emigrációban elők számára a cserkészet lehetőséget nyújtott magyar identitásuk megőrzésére. Napjainkban a szövetség 70 csapatában 4500 cserkész tevékenykedik világszerte – elsősorban Nyugat-Európában, Észak- és Dél-Amerikában, valamint Ausztráliában.
A környező országokban élő magyarságnak is megvannak (országonként) a cserkészszövetségei. Ezek a következők:
- Szlovákiai Magyar Cserkészszövetség (SZMCS)
- Kárpátaljai Magyar Cserkészszövetség (KáMCSSZ)
- Romániai Magyar Cserkészszövetség (RMCSSZ)
- Vajdasági Magyar Cserkészszövetség (VMCSSZ)
- A horvátországi magyar cserkészeknek nincs önálló szövetsége, de két csapatban működnek Zágrábban és Vörösmarton.